# Ivan Grah
Mons. Ivan Grah (Cerovlje, 17. ožujka 1928. – Pula, 23. travnja 2011.) je zaslužni hrvatski crkveni arhivist i povjesničar Istre, svećenik Porečke i Pulske biskupije. Bio je prepozit Pulskog kaptola i predani suradnik Državnog arhiva u Pazinu.
Ivan Grah je objavio gotovo 200 znanstvenih i stručnih radova u raznim publikacijama.

## Životopis
Rođen je u Cerovlju 17. ožujka 1928. godine, od roditelja Josipa i Ana r. Rade. Osnovnu školu pohađao je u Cerovlju,gimnaziju u koparskom sjemeništu, a školske godine 1945./46. prešao je u pazinsko sjemenište gdje je maturirao 21. lipnja 1948. godine. Spadao je u najbolje učenike, a osobito se isticao u znanju hrvatskog jezika, matematike i povijesti. Odlučio je otići u svećenike, a na to je pored ostalog utjecalo ubojstvo njegovog profesora filozofije Miroslava Bulešića. Vrlo je vjerojatno da je taj događaj motivirao ga da cijeli jedan dio života posveti istraživanju progona katoličkih svećenika i vjernika. Samo iz Porečke i Pulske biskupije 82 su svećenika bila su u zatvoru, u vremenskom rasponu od 15 dana do 6 godina.
U Rijeci i Zagrebu studirao je bogoslovlje. Za svećenika se zaredio 7. srpnja 1952. i bio je sve do smrti 23. travnja 2011. godine. u Puli. Bio je župnik u nekoliko župa. Najduže je bio u Gračišću, od 1952. do 1983. godine. 
Unatoč mnogim pastoralnim obvezama, za župnikovanja u Gračišću dvije je školske godine (1960/1961. i 1961/1962) predavao povijest i vjeronauk na sjemenišnoj gimnaziji Bože Milanovića, a na zamoljbu biskupa Dragutina Nežića i ravnatelja sjemenišne gimnazije. Poslije Gračišća bio je župnikom Ližnjana i Šišana sve do umirovljenja 2009. godine, kad se zbog bolesti povukao u Svećenički dom u Puli. Za člana Pulskog kaptola imenovan je godine 1994. Poslije umirovljenja, 2010., postao kapelanom s naslovom monsinjora.

## Arhivistički i znanstveni rad
Ondašnji direktor Arhiva Hrvatske (današnjeg Hrvatskog državnog arhiva) u Zagrebu Bernard Stulli bio je svjestan izuzetne vrijednosti crkvenog arhivskoga gradiva za istraživanje povijesti te je crkvenom vodstvu, biskupima i provincijalima, predložio poslati svećenike i redovnike koje zanima rad s arhivskim blagom na tečaj za arhiviste. Porečko-puljski biskup Dragutin Nežić je prihvatio poziv te je 1968. na tečaj uputio Ivana Graha. Grah je vrlo brzo položio.
Obnašao je dužnost biskupijskog delegata za crkvene arhive Porečke i Pulske biskupije. U suradnji s arhivistom iz Državnog arhiva u Pazinu Jakovom Jelinčićem popisao je gradivo gotovo svih župa spomenute Biskupije u projektu koji je trajao deset godina. Projekt je uspostavljen dolaskom Dražena Vlahova 1970. na mjesto direktora direktora pazinskog Historijskog arhiva (današnjeg Državnog arhiva), koji je uspostavio blisku suradnju između Porečke i Pulske biskupije s Arhivom.
Pisao je za Vjesnik historijskih arhiva u Rijeci i Pazinu, Vjesnik istarskog arhiva, časopis Instituta za crkvenu povijest Katoličkog bogoslovnog fakulteta u Zagrebu Croatica Christiana periodica, godišnjak Istarsku Danicu, vjerski informativno-kulturni mjesečnik Ladonju iz Pazina, glasilo Hrvatskog društva političkih zatvorenika mjesečnik Politički zatvorenik iz Zagreba, natuknice za Hrvatski biografski leksikon te u ostalim časopisima, zbornicima i knjigama. U početku je pisao o pićanskom kraju odnosno Pićanskoj biskupiji: o njenom urbaru, pićanskoj buni 1653. godine i izvješćima pićanskih biskupa Svetoj Stolici. Istraživačima starijeg razdoblja Istre mnogo je pomogao istraživanjem relacija Ad limina apostolorum u Tajnom vatikanskom arhivu. Poslije je pisao i o ostalim istarskim biskupijama kao što je o pićanskoj biskupiji, što su važni izvori za poznavanje vjerske i kulturne prošlosti Istre od 16. do kraja 18. stoljeća.
Druga velika tema koja je zaokupljala Graha bila je prošlost školstva, a posebno je obradio župne škole Tinjana, Kringe, Pićna, Gračišća, Lindara, Pazinskih Novaka, Gologorice, Boruta, Zarečja, Svetog Ivanca, Pazina, Berma, Zamaska, Trviža, Grdosela, Svetog Petra u Šumi i Žminj.
Treća skupina tema kojima se bavio Grah su monografske obrade pojedinih mjesta Istre kroz povijest.
Četvrtu fazu Grahovih istraživanja i pisanja odražavaju životopisi pojedinih uglednijih svećenika i katoličkih laika Istre. Napose se posvetio opisivanju sudbina nekih od početka Drugog svjetskog rata, pa sve do samostalne Republike Hrvatske. Tako je napisao radove o dr. Ivanu Paviću, Ljudmili Vodinelić, Mati Petehu, dr Atiliju Mauroviću, Veroniki Milošević, Raffaelu Radossiju i drugim osobama, koji su često bili žrtve totalitarnog režima (svećenici, redovnici, redovnice, bogoslovi, sakristani, katolički laici). Iz ovog razdoblja datira istraživanje totalitarističkih zločina nad stanovništvom Istre, posebno nad katoličkim vjernicima. Razgovarao je sa svjedocima, čitao, istraživao, dokumentirao svjedočanstva, osude, zatvorske kazne.
Objavio je ove knjige:
- "Istarska Crkva u ratnom vihoru 1943-1945." (IKD Juraj Dobrila - Josip Turčinović d.o.o., Pazin 1998.)
- "Udarit ću pastira : sudbina nekih crkvenih djelatnika od 1940. do 1990. na području današnje Porečke i Pulske biskupije (Josip Turčinović d.o.o., Pazin 2009.)
- "Crkva u Istri : Osobe, mjesta i drugi podaci Porečke i Pulske biskupije" (priredio zajedno s Marijanom Bartolićem), (I. izdanje, Poreč-Pazin 1987., II. izdanje, Pazin 1991., III. izdanje, Pazin 1999.)[1]

Predsjedavao je Vijećem za arhive i knjižnice Porečke i Pulske biskupije. Brojne je knjige donirao knjižnici Državnog arhiva u Pazinu. Bio je član Udruge crkvenih arhivista u Rimu (Assocciazione Archivistica Ecclesiastica) i Hrvatskog arhivističkog društva ogranak Pazin - Rijeka.

## Priznanja
Općina Gračišće mu je posmrtno dodijelila Povelju Općine, na dan Općine 2011. godine, a s obzirom na Grahov osobiti doprinos župi Gračišće kroz trideset godina službovanja.

## Vanjske poveznice
- U spomen mons. Ivan Grah, Jakov Jelinčić, Vjesnik Istarskog arhiva, Vol. 18 No. (2011.), 2011.
- 23. travnja 2011. umro Ivan Grah – čovjek koji svjedočio o fojbama za Hrvate i Talijane, Narod.hr, 23. travnja 2016.